# Tisá beáv
Tisá beáv (héberül: תשעה באב, áv kilencedike, tisha beav, tisha b'av) a jeruzsálemi szentély pusztulásának emléknapja.

## A tisá beáv időpontja
A zsidó naptár szerint:
- áv 9. (ט’ באב)

A Gergely-naptár szerint:
- 5766: 2006. augusztus 3.
- 5767: 2007. július 24.
- 5768: 2008. augusztus 10.
- 5769: 2009. július 30.
- 5770: 2010. július 20.
- 5771: 2011. augusztus 9.
- 5772: 2012. július 29. *
- 5773: 2013. július 16.
- 5774: 2014. augusztus 5.
- 5775: 2015. július 26. *
- 5776: 2016. augusztus 14. *
- 5777: 2017. augusztus 1.
- 5778: 2018. július 22. *
- 5779: 2019. augusztus 11. *
- 5780: 2020. július 30.
- 5781: 2021. július 18.
- 5782: 2022. augusztus 6.
- 5783: 2023. július 27
- 5784: 2024. augusztus 12.
- 5785: 2025. augusztus 2.
- 5786: 2026. július 22.

* szombat miatt egy nappal később

## A böjt napja
Ezen a böjtnapon egy sor tragikus történelmi eseményre is emlékezik a zsidóság:
- A Tóra szerint (Számok könyve 13–14.) Isten ezen a napon döntötte el, hogy a kételkedés miatt negyven évig kell vándorolniuk a pusztában, hogy egy új nemzedék jusson csak be Kánaánba, az ígéret földjére.
- I. e. 586. – az első jeruzsálemi templomot (Salamon templomát) kifosztották és porig égették a babilóniaiak,
- 70. – a második templomot a rómaiak (a Titus vezette légiók) rombolták le.
- 135. – A Bar Kohba-felkelést leverik a rómaiak, Bar Kohbát megölik, az utolsó erődöt, Betér várát e napon foglalják el.
- 136. – A Bar Kohba felkelés után egy évvel lerombolták a rómaiak Jeruzsálem városát és helyén Aelia Capitolina néven új várost építettek, amelynek területére a zsidók évszázadokon át nem léphettek be.

A templomok lerombolása egyben mindkét zsidó állam megszüntetésével volt egyenlő. A zsidókat kiűzték országukból.
(1) „Öt dolog történt atyáinkkal… tisá beávkor.”
(3) „Tisá beávkor rendeltetett el atyáinknak, hogy nem mehetnek be az országba, és lerombolták a Szentélyt először és másodszor, és elfoglalták bétert, és felszántották a várost.”
forrás: Misna Böjt traktátus, IV.
Az izraelita hagyomány azt is tartja, hogy Józsefet ezen a napon adták el Egyiptomba rabszolgának (majd követte őt a családja). Közvetve tehát a nép egyiptomi rabszolgasága is ezen a napon dőlt el.
A történelem során ez a nap (áv 9.) további tragikus eseményekkel mélyítette a böjt bánatát.
- 1095. – Az első keresztes háborúról dönt II. Orbán pápa a clermont-i zsinaton.
- 1242. – A Talmud megégése.
- 1290. – I. Eduárd angol király aláírja a zsidók száműzéséről szóló dokumentumot Angliában.
- 1492. – A zsidók kiűzése Spanyolországból (Alhambrai dekrétum).
- 1914. – Az első világháború kezdete.
- 1942. – Megkezdődik a tömegmészárlás a treblinkai megsemmisítő táborban.

(Ezen események nem feltétlenül pontosan áv hónap kilencedikén történtek, ám a hagyomány azt tartja róluk.)

## Szokások tisá beáv idején
A tisá beáv teljes böjtnap, vagyis előző nap napnyugtától aznap az első három csillag feljöttéig nem esznek és nem isznak. Szigarúan véve a gyász áv hó 10. délig tart. Vannak akik áv hónap első kilenc napjában nem fogyasztanak semmilyen húsfélét.
Azok, akik nagyon vallásosak, már tamuz hónap 17-én megkezdik a gyászt, vagyis nem borotválkoznak, nem vágatnak hajat, és nem ünnepelnek (tamuz 17-én törték át Jeruzsálem városfalát II. Nabú-kudurri-uszur seregei).

### Főbb szokások
- Tilos az étel- és italfogyasztás.

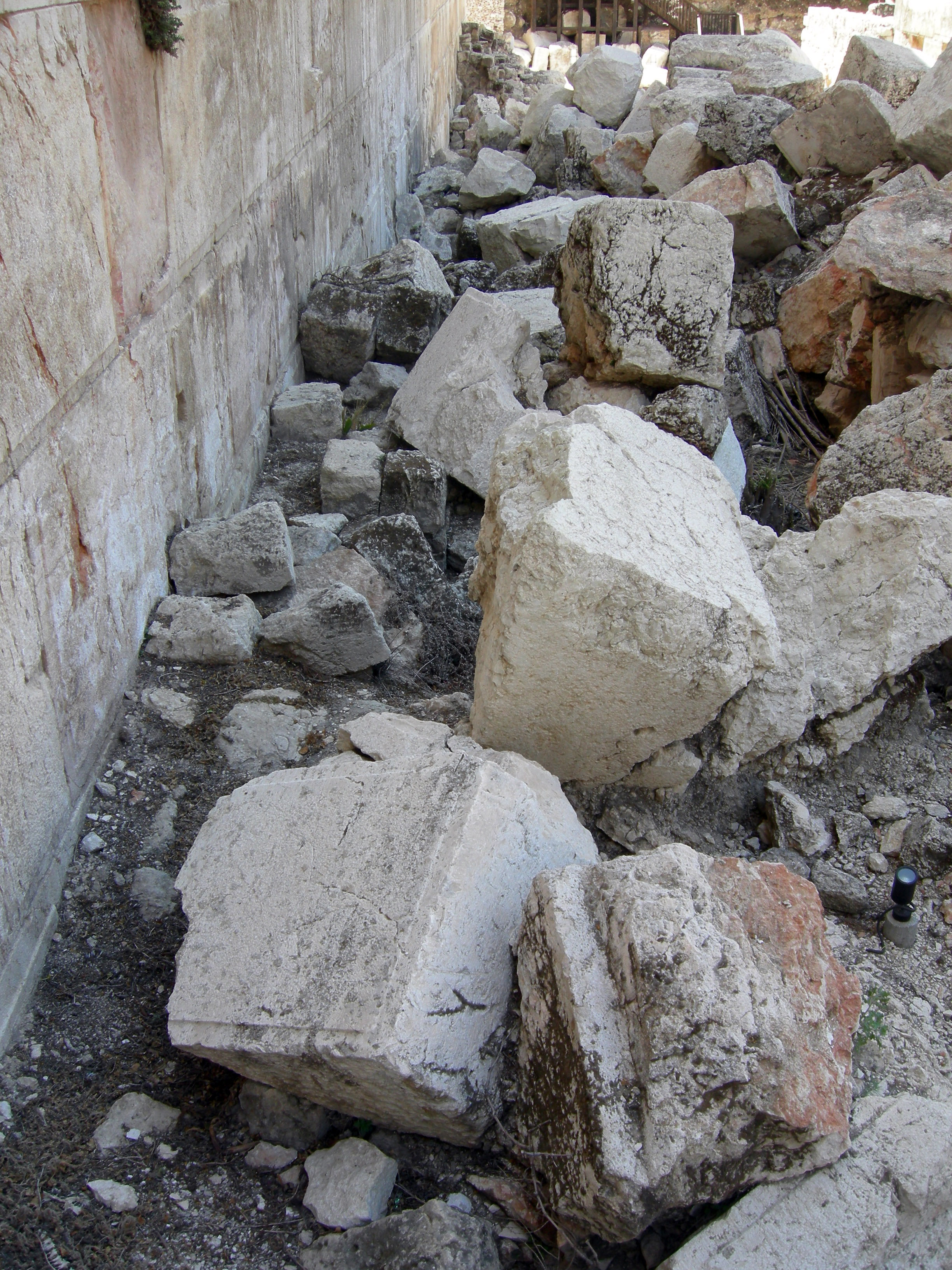
Emlékkövek a Siratófal (a lerombolt Szentély falmaradványa) alatt

- A böjt előtti utolsó étkezésnél az egyik fogást (mely rendszerint tojás) hamuval hintik meg.
- Tizedikén délig nem esznek húst és nem isznak bort, mert a szentély egészen addig égett.
- A tisztasági mosdáson kívül tilos a fürdés, mosakodás.
- A férfiak nem borotválkoznak, a nők nem festik ki magukat.
- Nem viselnek bőrcipőt, általában vászon- vagy posztópapucsban járnak.
- A zsinagógát elsötétítik és az elsötétített templomban jönnek össze, csak egy gyertya ég (az előimádkozó asztalán).
- Suttognak.
- Kerülik az üdvözlést, köszönést és kézfogást.
- Nem mosolyognak.
- Nem tanulmányozzák a Tórát, mert az megörvendezteti a szívet. (éppen ezért, ha szombatra esnék a nap, akkor a következő napra kerül át)
- A komolyabban vallásosak nem dolgoznak.
- Tilos a házasélet.
- Délig alacsony zsámolyon ülnek.
- A zsinagógában este Jeremiás sirálmait (מגילת איכה – Megilát Échá) olvassák és gyászéneket énekelnek.
- A nap folyamán gyászimákat (kinót) mondanak az ima után.
- Leveszik a párochetot (a frigyszekrény függönye) és a felolvasóasztal terítőjét.
- A vallási jelvényeket (tálit és tfilin) nem veszik föl reggel, csak délután.

A betegeknek szabad rövidebb böjtöt tartani.
Tisa beáv után megváltozik a hónap elnevezése: menáhem áv, vagyis vígasztaló áv lesz a neve.

### A gyász ellenzői
Egyes vélekedések szerint a gyász okafogyottá vált, hiszen 1948-ban létrejött Izrael Állama, 1967-ben Jeruzsálem újra egyesült. A zsidó nép azonban nem akar felejteni, és a két templom elpusztulását nem látja helyreállítottnak, a templom nem áll. Egyes vélekedések szerint a holokauszt gyászát is tisá beávkor tartják meg. A keresztények szerint a templom már nem helyhez kötött, mert Isten mindenkivel személyesen kapcsolatot tart Szentlélek személye által.
A Templom-hegyen ma az iszlám egyik fontos mecsetje áll (Sziklamecset, épült 691-ben).

## Lásd még
- Judaisztikai szakirodalmi művek listája

## Külső hivatkozások
- rabbi.hu – A zsidó lélek és a böjtök
- zsido.hu – Az ősi Jeruzsálem Archiválva 2005. augusztus 29-i dátummal a Wayback Machine-ben
- Tisa Beav a Siratófalnál
- Jeles napok - Tisa Beáv